# Ciciano
Ciciano ist ein Ortsteil (Fraktion, italienisch frazione) von Chiusdino in der Provinz Siena, Region Toskana in Italien.

## Geografie

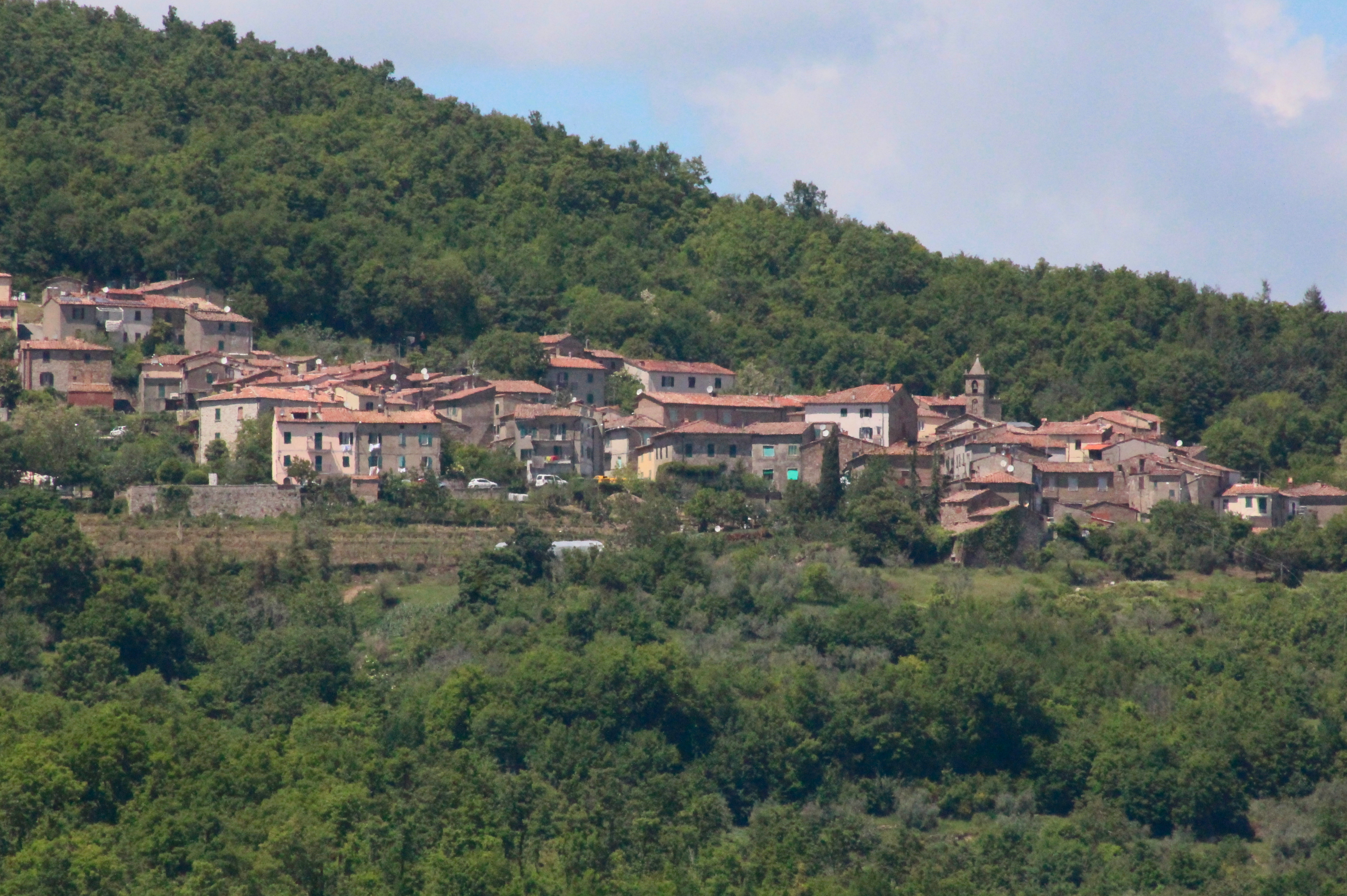
Panorama von Piedi Ciciano

Der Ort liegt etwa 2 km südwestlich des Hauptortes Chiusdino, ca. 28 km südwestlich der Provinzhauptstadt Siena und ca. 70 km südlich der Regionshauptstadt Florenz. Die Abtei Abbazia San Galgano liegt ca. 7 km östlich. Der Ort liegt am östlichen Rand der Colline Metallifere und im Merse-Tal (Val di Merse) bei 506 m. 2001 hatte der Ort etwa 300 Einwohner. Der Fluss Merse verläuft ca. 1,5 km südlich des Ortes. Nächstgelegene Orte sind der Hauptort Chiusdino und die Gemeinde Montieri (Provinz Grosseto, ca. 4 km westlich).

## Geschichte
Erste Siedlungen entstanden im 15. Jahrhundert an der Straße nach Montieri. Dieser Teil wird heute Capo Ciciano genannt. Der heutige Ortskern, Piedi Ciciano genannt, entstand im 16. Jahrhundert und wuchs im 17. und 18. Jahrhundert aufgrund seiner Lage und der Nähe zum Merse stetig an. Im Jahr 1640 hatte der Ort 69 Einwohner, 1745 160 Einwohner und 378 Einwohner im Jahr 1833. Weiteren Zulauf erhielt der Ort dann im 19. Jahrhundert durch die Pyritminien in Boccheggiano (Gemeinde Montieri, Provinz Grosseto), die ca. 6 km südwestlich liegen.

## Sehenswürdigkeiten

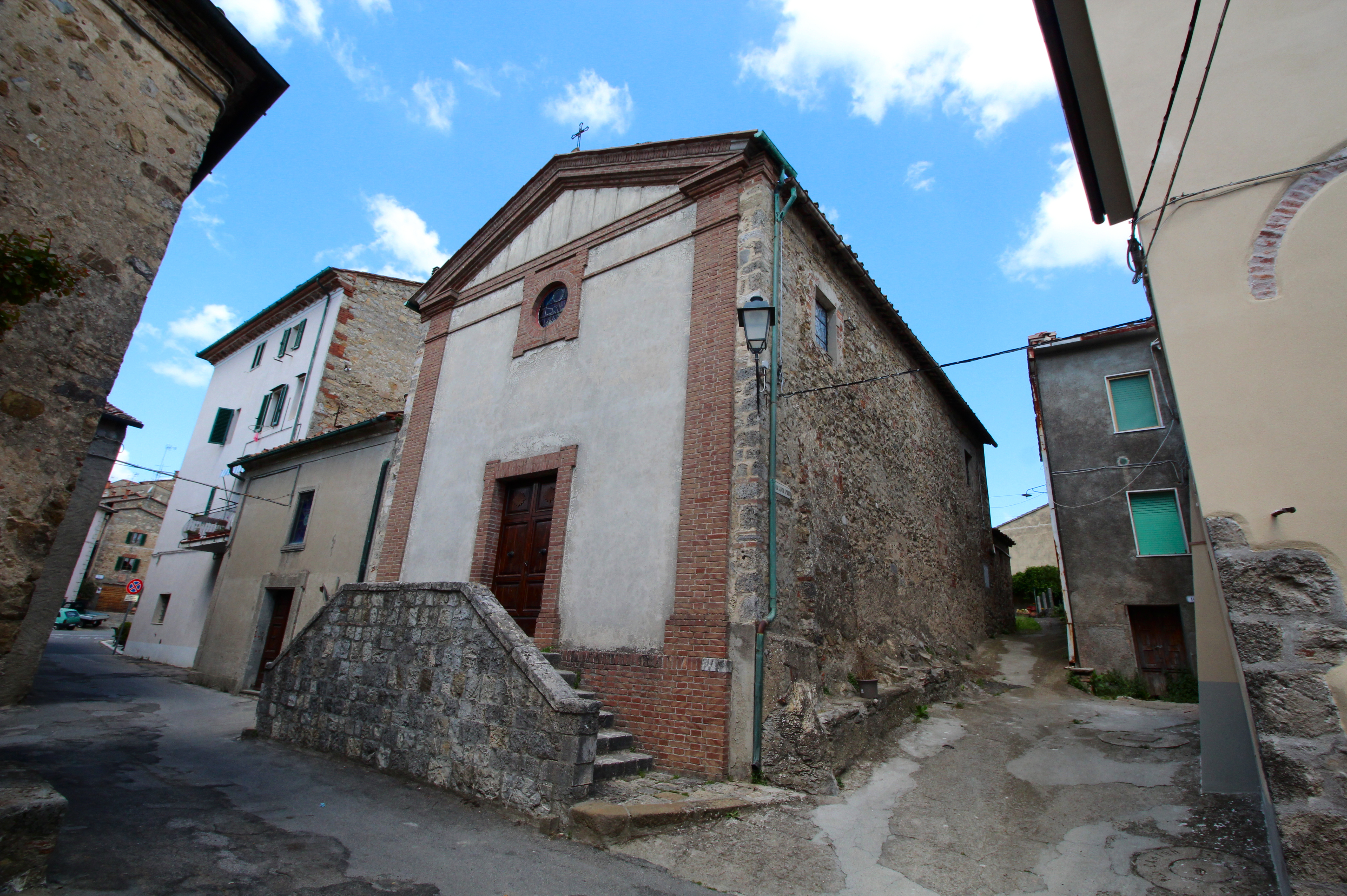
Die Kirche Santa Maria Assunta

- Chiesa di Santa Maria Assunta, Kirche im Ortskern, die 1619 entstand. Enthält die Holzstatue Madonna col Bambino aus dem 19. Jahrhundert.[4][5]
- Oratorio di San Carlo Borromeo, Oratorium im Ortskern. Enthält eine Statue des San Carlo Borromeo aus dem 19. Jahrhundert.[4]

## Sport
In Ciciano wird noch heute der Sport Palla eh! ausgetragen.